# Moses Harris

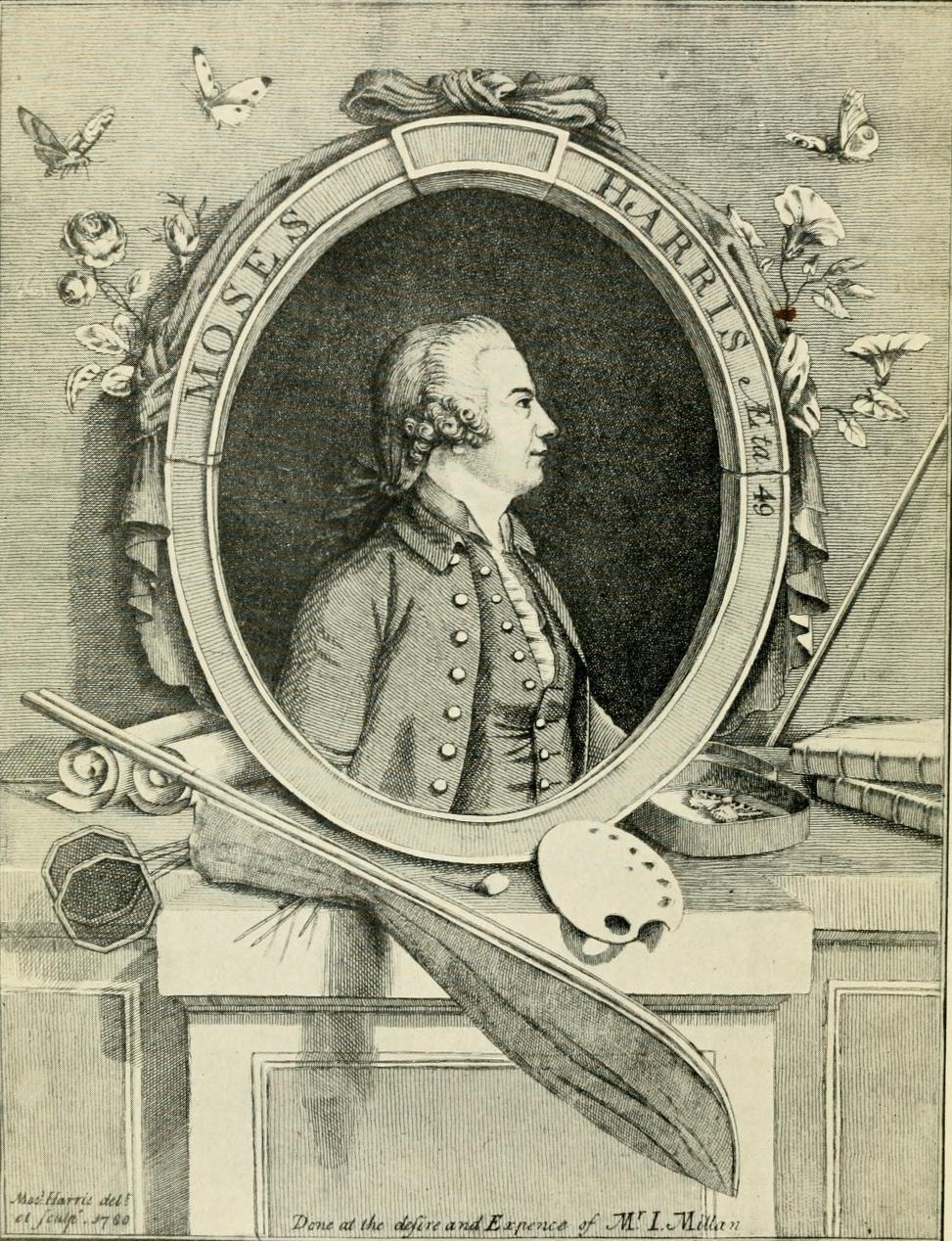
Moses Harris

Moses Harris (* 1731; † 1785) war ein englischer Entomologe und Kupferstecher.
In seinem Werk Natural System of Colours untersuchte er 1766 die Arbeiten Isaac Newtons und versuchte die Vielzahl der Farben zu ergründen, die sich aus den drei Grundfarben mischen lassen. Als Ergebnis fand er die noch gebräuchliche subtraktive Farbmischung.

## Werke
- Natural System of Colours (1766) (pdf), Faksimile[1]
- The Aurelian or natural history of English insects (1766, 2nd edn 1775)
- The English Lepidoptera, or, the Aurelian’s Pocket Companion (1775)
- An exposition of English insects (1776[–80])